# Miroslav Konopek
Miroslav Konopek (* 28. března 1991, Derventa) je chorvatský fotbalový útočník původem z Bosny a Hercegoviny, hrající momentálně za švýcarský třetiligový celek FC Breitenrain Bern.